# Нью-Олбані (Міссісіпі)
Нью-Олбані (англ. New Albany) — місто (англ. city) в США, в окрузі Юніон штату Міссісіпі. Населення — 7626 осіб (2020).

## Географія
Нью-Олбані розташований за координатами 34°29′32″ пн. ш. 89°1′18″ зх. д. / 34.49222° пн. ш. 89.02167° зх. д. (34.492209, -89.021641).  За даними Бюро перепису населення США в 2010 році місто мало площу 47,35 км², з яких 47,22 км² — суходіл та 0,13 км² — водойми.

## Демографія
Згідно з переписом 2010 року, у місті мешкали 8034 особи в 3054 домогосподарствах у складі 2047 родин. Густота населення становила 170 осіб/км².  Було 3393 помешкання (72/км²).
Расовий склад населення:
| - 60,8 % — білих - 31,2 % — чорних або афроамериканців - 0,3 % — азіатів - 0,2 % — корінних американців - 5,5 % — осіб інших рас |

До двох чи більше рас належало 1,9 %. Частка іспаномовних становила 8,3 % від усіх жителів.
За віковим діапазоном населення розподілялося таким чином: 26,5 % — особи молодші 18 років, 57,2 % — особи у віці 18—64 років, 16,3 % — особи у віці 65 років та старші. Медіана віку мешканця становила 36,1 року. На 100 осіб жіночої статі у місті припадало 89,2 чоловіків;  на 100 жінок у віці від 18 років та старших — 85,1 чоловіків також старших 18 років.
Середній дохід на одне домашнє господарство  становив 59 452 долари США (медіана — 37 696), а середній дохід на одну сім'ю — 68 060 доларів (медіана — 50 361). Медіана доходів становила 35 298 доларів для чоловіків та 31 399 доларів для жінок. За межею бідності перебувало 24,0 % осіб, у тому числі 32,8 % дітей у віці до 18 років та 6,8 % осіб у віці 65 років та старших.
Цивільне працевлаштоване населення становило 3346 осіб. Основні галузі зайнятості: виробництво — 30,0 %, освіта, охорона здоров'я та соціальна допомога — 21,0 %, роздрібна торгівля — 14,0 %.

## Персоналії
- Вільям Фолкнер (1897-1962) — американський письменник, прозаїк, лауреат Нобелівської премії з літератури (1949).